# Orly-Sud (stanice metra v Paříži)
Orly-Sud byla plánovaná stanice pařížského metra na jižním okraji Letiště Orly, která nebyla nikdy realizována. Stanice se měla stát součástí linky 7.

## Historie
Stanice metra pod terminálem jih byla plánována již v roce 1959 ještě před zprovozněním letiště. Linka 7 měla být na letiště postupně prodloužena od dnešní stanice Villejuif – Louis Aragon. Ale toto rozšíření bylo odloženo a nakonec nerealizováno, takže stanice nebyla nikdy dostavěna. Rychlá urbanizace poblíž kolem letiště velmi omezila jeho rozšíření a po výstavbě linky Orlyval již pominula nutnost stavět další linku v podzemí. Orlyval využívá vlastní nadzemní stanice a umožňuje spojení letiště s linkou RER C. K letišti navíc bude vystavěna tramvajová linka 7.